# Herzschild

Beispiel für einen Herzschild: Das gelb-rote Stammwappen derer von Liechtenstein im fürstlichen Wappen Liechtensteins

Schema

Der Herzschild ist in der Heraldik ein meist auf ein geviertes oder mehrfeldriges Wappen oder einem Mittelschild mittig aufgelegter noch kleinerer Wappenschild.
Oftmals zeigt dieser Schild das Haus-, Familien- oder auch Stammwappen.